# Liopterus
Liopterus is een geslacht van kevers uit de familie  waterroofkevers (Dytiscidae).
Het geslacht is voor het eerst wetenschappelijk beschreven in 1833 door Dejean.

## Soorten
Het geslacht omvat de volgende soorten:
- Liopterus atriceps (Sharp, 1882)
- Liopterus haemorrhoidalis (Fabricius, 1787)